# Conophytum wettsteinii
Conophytum wettsteinii är en isörtsväxtart som först beskrevs av Ernst Friedrich Berger, och fick sitt nu gällande namn av Nicholas Edward Brown. Conophytum wettsteinii ingår i släktet Conophytum, och familjen isörtsväxter. Inga underarter finns listade i Catalogue of Life.

## Bildgalleri

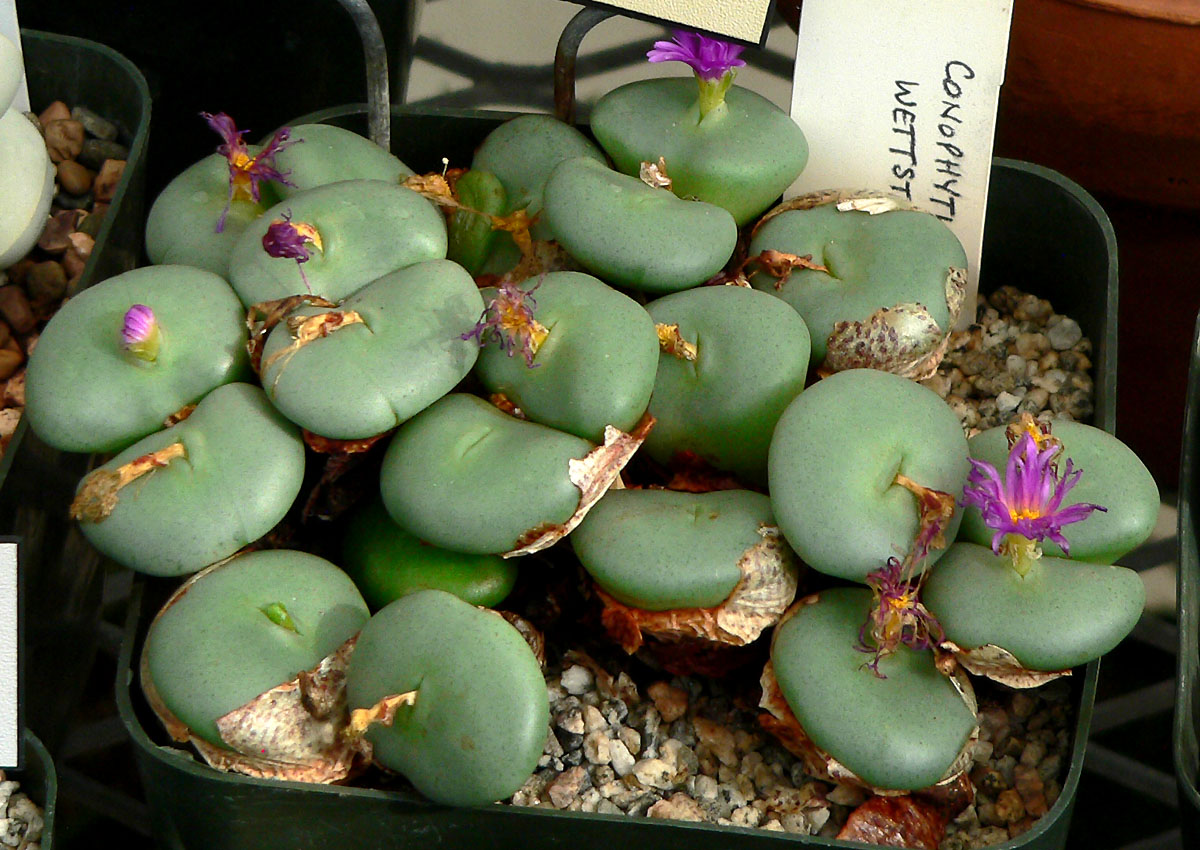
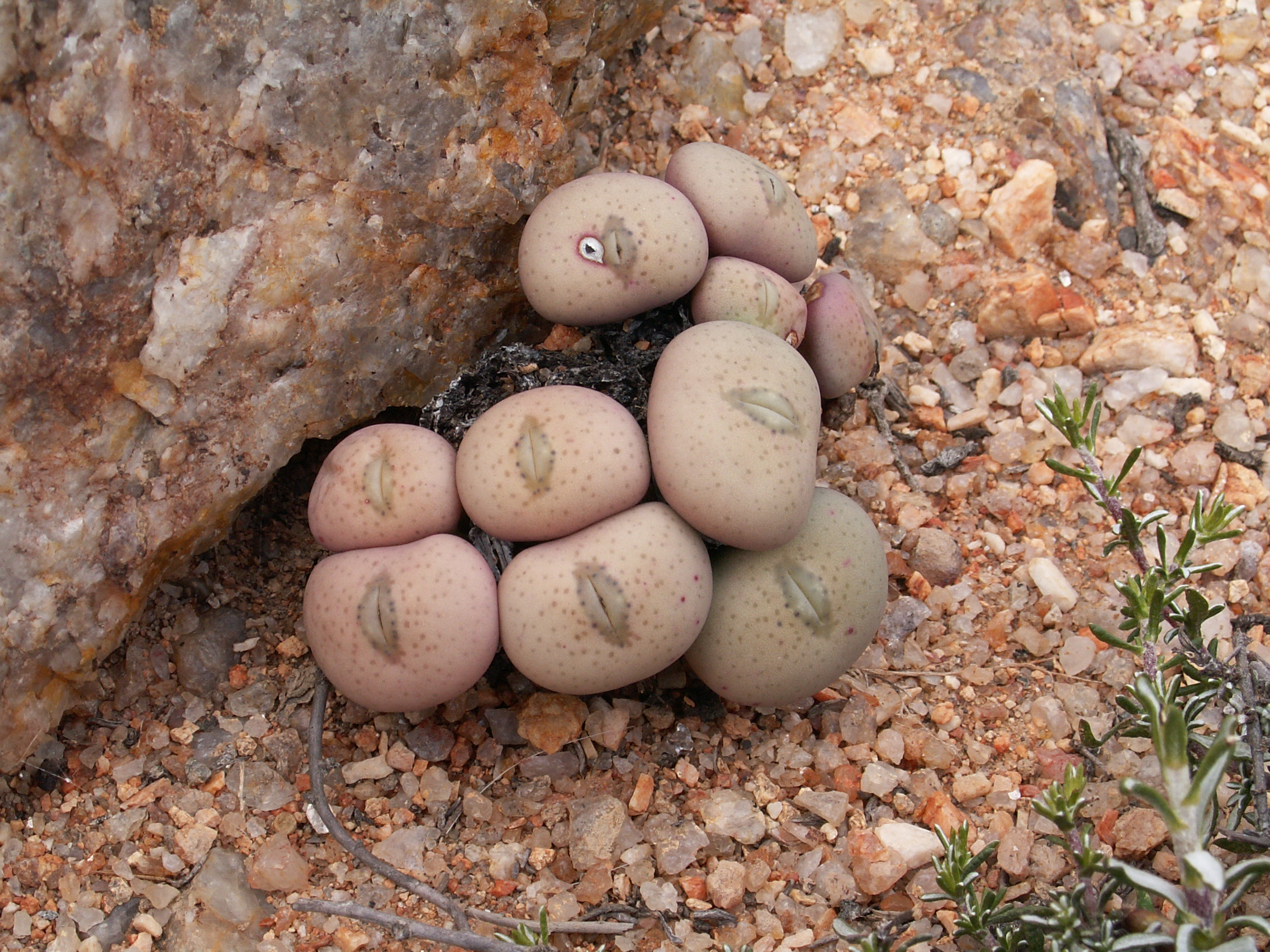
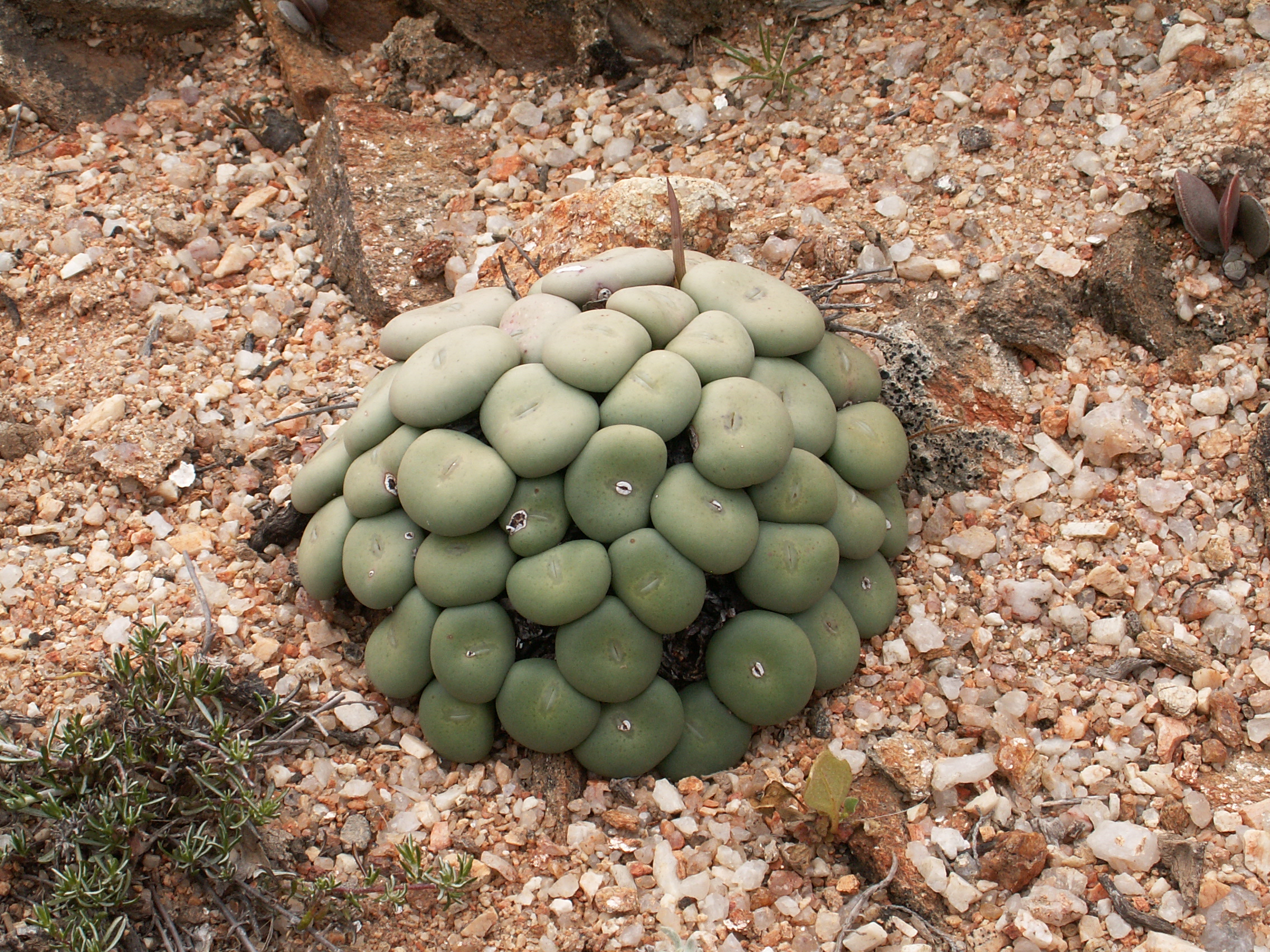
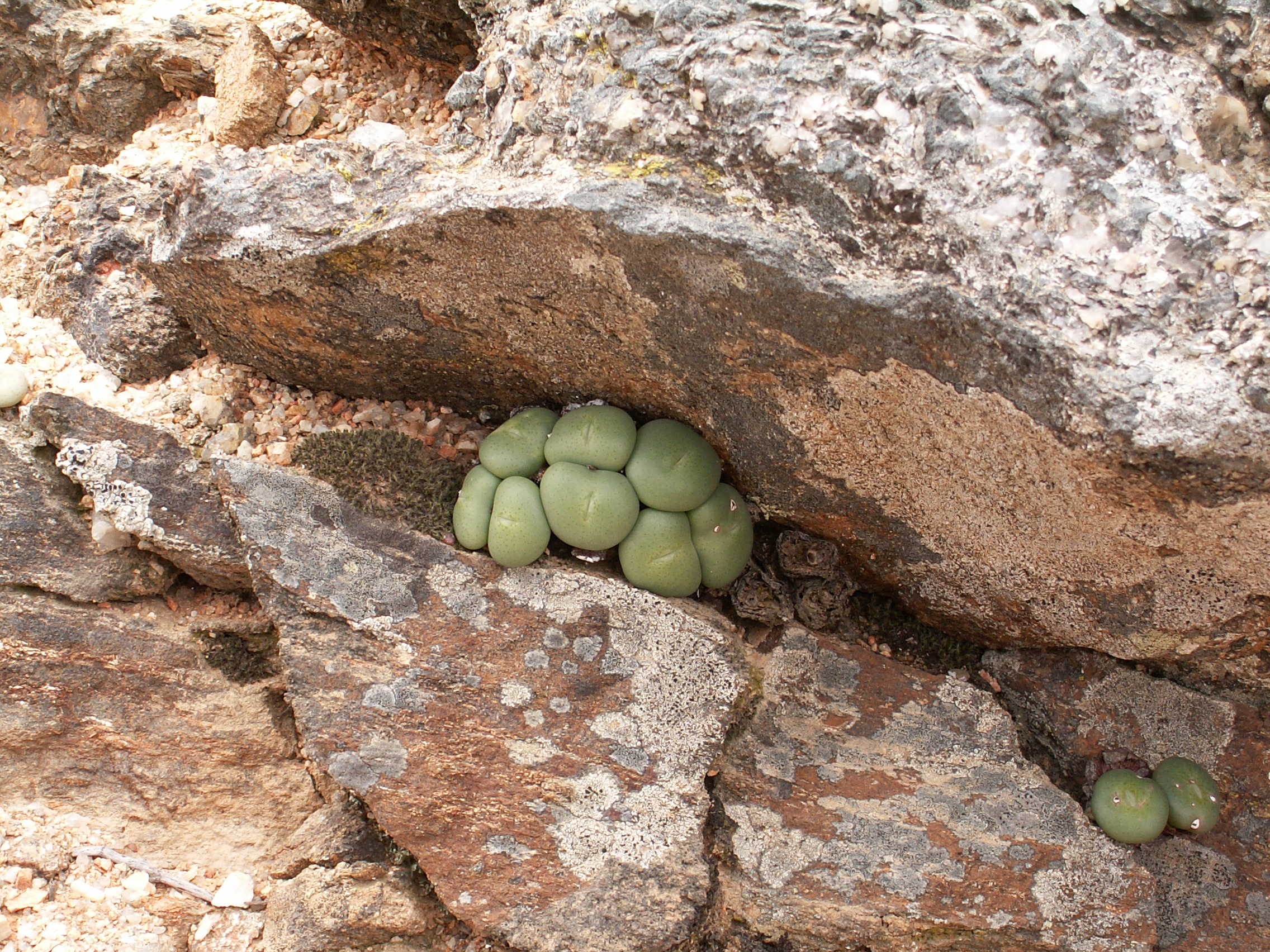
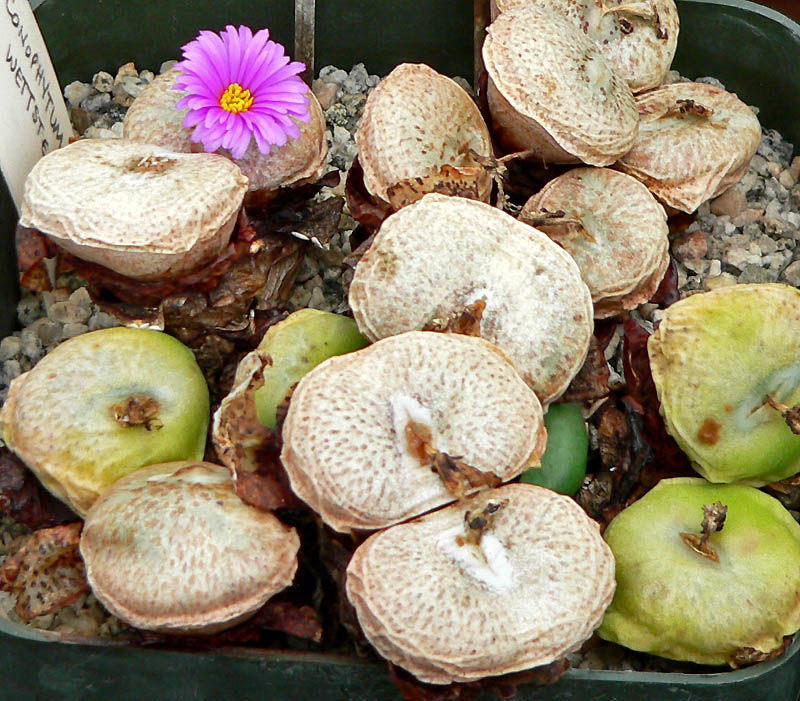
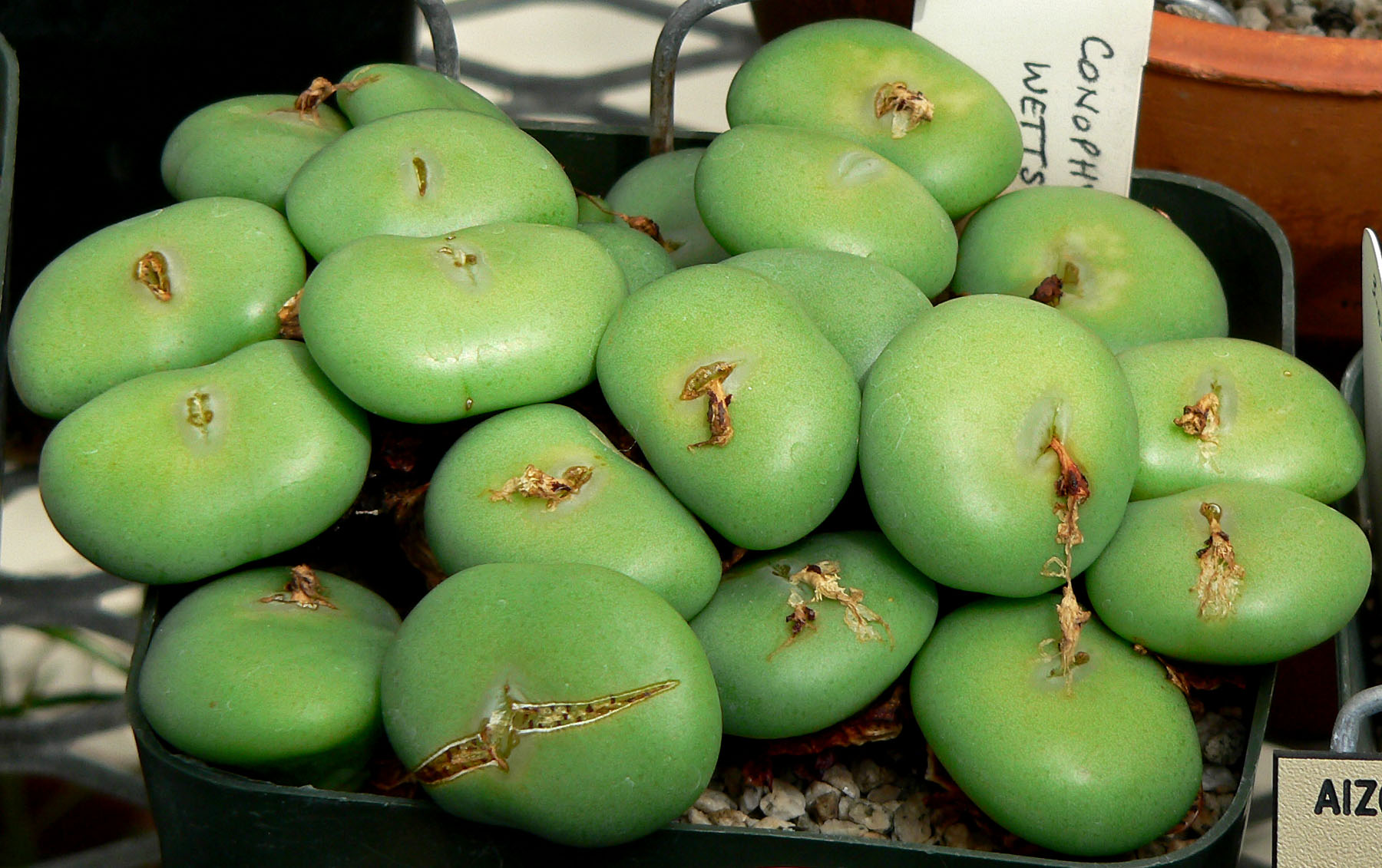